# Fumika Happy School Radio
『fumika Happy School Radio』（フミカ ハッピースクールレディオ）は、2011年4月2日から2013年3月25日までCROSS FMで放送されていたバラエティ番組である。
本稿では、2013年4月4日から2015年3月26日までsora×niwa原宿より配信されていたインターネットラジオ番組『fumikaのHappy School Radio NEO』（フミカのハッピースクールレディオ ネオ）についても記述する。

## 概要
ナビゲーターはfumika。その名の通りの学校をイメージした番組で、「音楽」「社会」「部活」などの名を冠したパートで構成されていた。番組では、fumikaが自身の近況や恋愛などについて語ったり、リスナーのTwitterでのつぶやきを紹介することでリスナーとの交流を図ったりしていた。曲のリクエストもTwitterを介して行われていた。
本番組は途中でインターネットラジオ番組になったという経緯を持つが、元々福岡ローカル時代からKDDIのモバイルアプリ・LISMO WAVEでの配信を行っていた。また、Ustreamを使ってのインターネット生中継企画を行ったこともある。

## 放送時間・配信時間
いずれも日本標準時。

### fumika Happy School Radio
- 土曜 22:00 - 23:00 （2011年4月2日 - 2012年3月31日）
- 月曜 23:00 - 火曜 0:00 （2012年4月2日 - 2013年3月25日）

### fumikaのHappy School Radio NEO
- 隔週木曜 21:00 - 22:00 （2013年4月4日 - 2013年6月27日）[4]
- 隔週木曜 20:00 - 21:00 （2013年7月11日 - 2014年2月13日）[5][6]
- 木曜 21:00 - 22:00 （2014年3月6日 - 2015年3月26日）[7]